# 어텀 필립스
어텀 패트리샤 필립스(혼전성 켈리(Kelly), 영어: Autumn Patricia Phillips, 1978년 5월 3일 ~ )는 엘리자베스 2세 여왕과 에든버러 공작 필립의 장손이자 프린세스 로열 앤의 아들인 피터 필립스의 캐나다 출신 전 부인이다. 2002년 맥길 대학교를 졸업한 후, 그녀는 그녀의 출생지이자 고향인 퀘벡 몬트리올에서 필립스를 만났다. 그들의 약혼은 2007년 7월 28일 발표되었고, 그들은 2008년 5월 17일 윈저성에 있는 세인트 조지 성당에서 결혼식을 올렸다. 그들은 두 딸이 있다. 그 커플은 2019년에 별거에 들어갔고, 2021년에 이혼했다.